# Beatrix Potter to Harry Potter

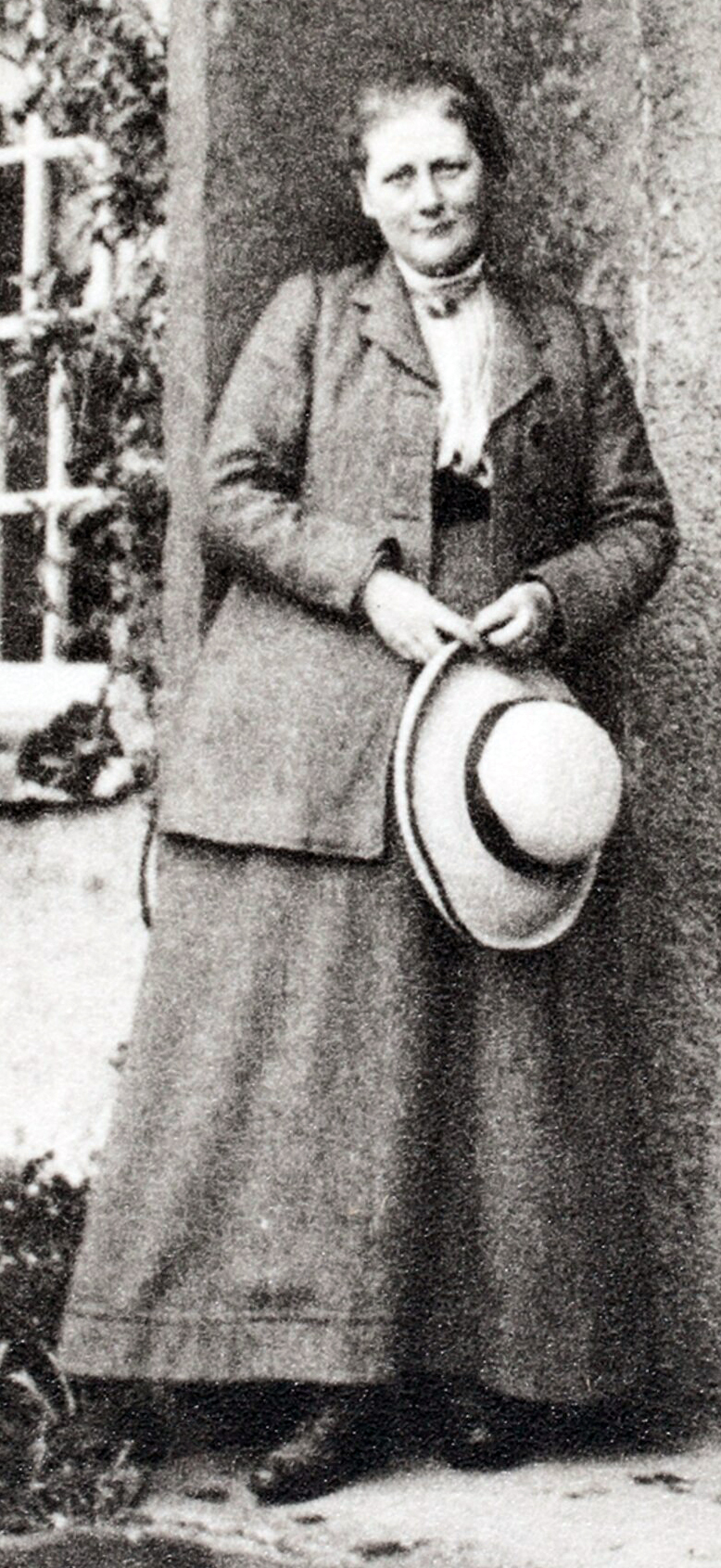
Namnlikheten mellan Beatrix Potter och ...

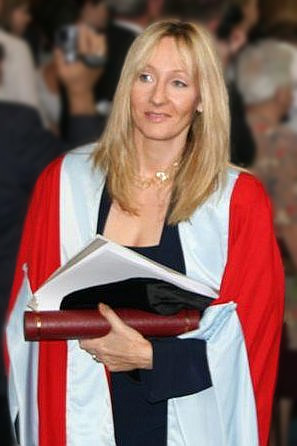
J.K. Rowlings huvudperson Harry Potter ramar in 1900-talets brittiska barnlitteratur.

Beatrix Potter to Harry Potter: Portraits of Children's Writers, var en konst- och fotoutställning på det brittiska National Portrait Gallery från maj till augusti 2002. En bok utgavs i samband med utställningen med samma porträtt.
Utställningen presenterades som "ett urval av barnlitteratur under ett sekel" och inkluderade ett urval av 57 brittiska barnboksförfattare från 1900-talet - omnämnda som "folkkära författare och bokillustratörer som har skapat några av våra mest tidlösa fiktiva figurer", utvalda av kuratorerna Michèle Brown och Gyles Brandreth. Boken, skriven av Julia Eccleshare, presenterar de utvalda författarna med en önskan om att ge insikt i författarnas inspirationskällor.

## De porträtterade (i samma ordning som i boken)
| 1900–1920 - Beatrix Potter - J.M. Barrie - Edith Nesbit - Angela Brazil - Frank Richards - Kenneth Grahame - Frances Hodgson Burnett - Hugh Lofting - Mary Tourtel 1920- & 1930-talet - A.A. Milne - Richmal Crompton - Henry Williamson - Arthur Ransome - P.L. Travers - W.E. Johns - Edward Ardizzone - Noel Streatfeild - J.R.R. Tolkien - Kathleen Hale | 1940- & 1950-talet - Enid Blyton - Diana Ross - W.V. Awdry - Anthony Buckeridge - C.S. Lewis - Mary Norton - Rosemary Sutcliff - William Mayne - Dodie Smith - Michael Bond - Philippa Pearce 1960- & 1970-talet - Roald Dahl - Ted Hughes - Oliver Postgate - Leon Garfield - Richard Adams - Nina Bawden - Josephine, Christine och Diana Pullein-Thompson - Raymond Briggs - Joan Aiken | 1980- & 1990-talet - J.K. Rowling - Quentin Blake - Michael Rosen - Dick King-Smith - Janet och Allan Ahlberg - Anne Fine - Shirley Hughes - Michael Morpurgo - John Agard och Grace Nichols - Jacqueline Wilson - Malorie Blackman - Philip Pullman - Benjamin Zephaniah - Jamila Gavin |